# Динчел, Мерве
Мерве Динчел (тур. Merve Dinçel; род. 1 января 1999) — турецкая тхэквондистка, представительница весовой категории до 49 кг. Чемпионка мира 2023 года, чемпионка Европы 2022 года и Средиземноморских игр 2022 года. Замужем с 2023 года.

## Карьера
На чемпионате Европы по тхэквондо 2022 года, проходившем в Манчестере, в весовой категории до 49 кг завоевала золотую медаль, победив в решающей схватке спортсменку из Израиля Авишаг Семберг. Летом того же года на Средиземноморских играх в Оране завоевала золото, победив в финале соперницу из Испании Адриану Сересо.
На чемпионате мира по тхэквондо 2023 года, проходившем в Баку, в лёгкой весовой категории выиграла золотую медаль, победив в финале соперницу из Таиланда Панипак Вонгпаттанакит. В том же году завоевала серебряную медаль на Европейских играх.
В мае 2024 года на чемпионате Европы по тхэквондо завоевала серебряную медаль, уступив в решающей схватке Адриане Сересо. В том же году на Летних Олимпийских играх в Париже в схватке за бронзовую медаль уступила сопернице из Хорватии Лене Стойкович и осталась без медалей.